# Tenghadi
Tenghadi est une commune de Mauritanie située dans le département de Boutilimit de la région de Trarza.